# Copamyntis bipartella
Copamyntis bipartella är en fjärilsart som beskrevs av George Francis Hampson 1896. Copamyntis bipartella ingår i släktet Copamyntis och familjen mott. Inga underarter finns listade i Catalogue of Life.